# Varese Football Club 1994-1995
Questa pagina raccoglie le informazioni riguardanti il Varese Football Club nelle competizioni ufficiali della stagione 1994-1995.

## Stagione
Dopo una stagione di volontario purgatorio in Serie D, dopo aver vinto il campionato e la Coppa Italia nel CND la scorsa stagione, il neopromosso Varese disputa il girone A del campionato di Serie C2 nella stagione 1994-1995, raccogliendo 44 punti che sono valsi l'undicesimo posto finale. La squadra biancorossa allenata da Mario Secondo Belluzzo, compie l'impresa non in campionato, dove è giunto a metà classifica, ma nella Coppa Italia di Serie C, alzando al cielo il trofeo mercoledì 31 maggio 1995, vincendolo per la prima volta nella sua ventitreesima edizione. Strada facendo ha eliminato nell'ordine la Solbiatese nel primo turno, il Legnano nel secondo turno, il Monza nei sedicesimi di finale, il Modena negli ottavi di finale, il Gualdo nei quarti di finale, la Spal in semifinale, ed il Forlì nella doppia finale. In questa stagione sono stati introdotti per la prima volta i tre punti per ogni vittoria, nei tornei di Serie C1 e C2.

## Rosa
| N. |                   | Ruolo | Calciatore         |
| -- | ----------------- | ----- | ------------------ |
|    | Italia (bandiera) | P     | Massimiliano Adami |
|    | Italia (bandiera) | A     | Emanuele Albertin  |
|    | Italia (bandiera) | C     | Gabriele Barassi   |
|    | Italia (bandiera) | A     | Fabio Bello        |
|    | Italia (bandiera) | C     | Mirko Benin        |
|    | Italia (bandiera) | C     | Marco Bolis        |
|    | Italia (bandiera) | D     | Fabrizio Bollini   |
|    | Italia (bandiera) | C     | Marco Bonesi       |
|    | Italia (bandiera) | C     | Alberto Carrer     |
|    | Italia (bandiera) | P     | Luca Castellazzi   |
|    | Italia (bandiera) | A     | Marco Cavicchia    |
|    | Italia (bandiera) | D     | Andrea Citterio    |

| N. |                   | Ruolo | Calciatore          |
| -- | ----------------- | ----- | ------------------- |
|    | Italia (bandiera) | C     | Marco Criscuoli     |
|    | Italia (bandiera) | C     | Maurizio Franchi    |
|    | Italia (bandiera) | C     | Mavillo Gheller     |
|    | Italia (bandiera) | D     | Edoardo Gorini      |
|    | Italia (bandiera) | D     | Diego Maggioni      |
|    | Italia (bandiera) | A     | Omar Martinetti     |
|    | Italia (bandiera) | D     | Simone Milani       |
|    | Italia (bandiera) | C     | Antonio Modica      |
|    | Italia (bandiera) | A     | Ferdinando Musolino |
|    | Italia (bandiera) | D     | Davide Riva         |
|    | Italia (bandiera) | D     | Mauro Spaggiari     |
|    | Italia (bandiera) | C     | Fabio Spaziani      |

## Risultati

### Campionato

#### Girone di andata
| Arbitro: | Alario (Civitavecchia) |

|              |           |  |
| Garbelli 76’ | Marcatori |  |

| Arbitro: | Cecotti (Udine) |

|  |           |                             |
|  | Marcatori | 19’ Collevecchio 90’ Volcan |

| Arbitro: | Manari (Teramo) |

|                              |           |                       |
| Gabriellini 25’ M. Righi 48’ | Marcatori | 21’ Gheller 26’ Bolis |

| Arbitro: | Buda (Pescara) |

|                  |           |  |
| Bolis 49’ (rig.) | Marcatori |  |

| Varese 2 ottobre 1994 5ª giornata | Varese                | 0 – 0 | Lumezzane | Stadio Franco Ossola\| Arbitro: \| Linfatici (Viareggio) \| |
| Arbitro:                          | Linfatici (Viareggio) |       |           |                                                             |

| Arbitro: | Pascariello (Lecce) |

|  |           |             |
|  | Marcatori | 39’ Gheller |

| Arbitro: | Di Gaspare (San Benedetto del Tronto) |

|                                             |           |               |
| Riva 34’ Criscuoli 59’ Bollini 90+1’ (rig.) | Marcatori | 89’ R. Milani |

| Arbitro: | Silvestrini (Macerata) |

|                                   |           |                   |
| Tamagnini 33’ (rig.) Trevisan 35’ | Marcatori | 8’, 47’ Cavicchia |

| Arbitro: | Biasutto (Vicenza) |

|                          |           |             |
| Modica 51’ Cavicchia 75’ | Marcatori | 42’ Acquali |

| Arbitro: | Paparesta (Bari) |

|             |           |             |
| Cortesi 76’ | Marcatori | 11’ Franchi |

| Arbitro: | Soffritti (Ferrara) |

|  |           |                                              |
|  | Marcatori | 13’ Taldo 37’ D. Giani 70’ Asta 78’ Marziano |

| Novara 20 novembre 1994 12ª giornata | Novara          | 0 – 0 | Varese | Stadio Silvio Piola\| Arbitro: \| Miotto (Trento) \| |
| Arbitro:                             | Miotto (Trento) |       |        |                                                      |

| Olbia 27 novembre 1994 13ª giornata | Olbia             | 0 – 0 | Varese | Stadio Bruno Nespoli\| Arbitro: \| Tullio (Avezzano) \| |
| Arbitro:                            | Tullio (Avezzano) |       |        |                                                         |

| Varese 4 dicembre 1994 14ª giornata | Varese               | 0 – 0 | Torres | Stadio Franco Ossola\| Arbitro: \| Calcagno (Nichelino) \| |
| Arbitro:                            | Calcagno (Nichelino) |       |        |                                                            |

| Arbitro: | Mulonia (Reggio Calabria) |

|                                 |           |                        |
| Rossini 47’ Calamita 63’ (rig.) | Marcatori | 19’ Cavicchia 58’ Riva |

| Arbitro: | Cicoianni (Ascoli Piceno) |

|                        |           |                |
| Cavicchia 45+1’ (rig.) | Marcatori | 11’ Provenzano |

| Arbitro: | Alvino (Salerno) |

|                            |           |  |
| Murelli 14’ Bertolotti 87’ | Marcatori |  |

#### Girone di ritorno
| Arbitro: | Borrelli (Civitavecchia) |

|                   |           |                |
| Cavicchia 6’, 54’ | Marcatori | 18’ G. Savoldi |

| Arbitro: | Gabriele (Frosinone) |

|             |           |  |
| Raineri 58’ | Marcatori |  |

| Arbitro: | Pellegatta (Collegno) |

|                |           |  |
| Martinetti 57’ | Marcatori |  |

| Arbitro: | Corda (Cagliari) |

|                                       |           |                              |
| Bressi 48’ (rig.), 90+1’ Vanzetto 89’ | Marcatori | 54’ (aut.) Casilli 87’ Bello |

| Arbitro: | Rigolon (Trento) |

|           |           |  |
| Zanin 81’ | Marcatori |  |

| Arbitro: | Strocchia (Nola) |

|                  |           |               |
| Bolis 81’ (rig.) | Marcatori | 44’ Menegatti |

| Arbitro: | Cossero (Udine) |

|  |           |           |
|  | Marcatori | 35’ Bolis |

| Arbitro: | Pititto (Vibo Valentia) |

|  |           |                        |
|  | Marcatori | 4’ Sambo 82’ Mantovani |

| Arbitro: | Buda (Pescara) |

|             |           |                         |
| Acquali 86’ | Marcatori | 30’ Bolis 35’ Criscuoli |

| Arbitro: | Malatesta (Terni) |

|          |           |  |
| Riva 35’ | Marcatori |  |

| Arbitro: | Castellani (Verona) |

|            |           |               |
| Marzio 39’ | Marcatori | 48’ Cavicchia |

| Arbitro: | Innocente (Udine) |

|                                |           |                             |
| Bolis 9’ (rig.) Martinetti 45’ | Marcatori | 21’ S. Ferretti 79’ Guatteo |

| Varese 23 aprile 1995 30ª giornata | Varese           | 0 – 0 | Olbia | Stadio Franco Ossola\| Arbitro: \| Amorico (Foggia) \| |
| Arbitro:                           | Amorico (Foggia) |       |       |                                                        |

| Arbitro: | Bucceri (Piacenza) |

|                                                  |           |  |
| Pani 1’ R. Manca 11’, 90’ A. Citterio 19’ (aut.) | Marcatori |  |

| Arbitro: | Biasutto (Vicenza) |

|                      |           |              |
| Cavicchia 71’ (rig.) | Marcatori | 83’ Pedretti |

| Arbitro: | Bertini (Arezzo) |

|  |           |                                   |
|  | Marcatori | 47’ Riva 65’ Cavicchia 76’ Gorini |

| Arbitro: | Ciulli (Roma) |

|                                   |           |                                       |
| Cavicchia 25’ Salamone 36’ (aut.) | Marcatori | 38’ Pompini 58’ Salamone 61’ Tedeschi |

### Coppa Italia di Serie C

#### Primo turno
| Solbiate Arno 21 agosto 1994 Andata | Solbiatese | 0 – 0 | Varese | Stadio Felice Chinetti |

| Varese 31 agosto 1994 Ritorno | Varese | 1 – 0 | Solbiatese | Stadio Franco Ossola |

#### Secondo turno
| Legnano 21 settembre 1994 Andata | Legnano | 0 – 0 | Varese | Stadio Giovanni Mari |

| Varese 5 ottobre 1994 Ritorno | Varese | 2 – 0 | Legnano |  |

#### Sedicesimi di finale
| Arbitro: | Alban (Bassano del Grappa) |

|                     |           |                                   |
| Macchi 36’ Erba 61’ | Marcatori | 6’ Cavicchia 52’ Modica 56’ Bolis |

| Arbitro: | Pizzini (Verona) |

|  |           |          |
|  | Marcatori | 30’ Erba |

#### Ottavi di finale
| Modena 11 gennaio 1995 Andata | Modena | 2 – 3 | Varese | Stadio Alberto Braglia |

| Varese 12 febbraio 1995 Ritorno | Varese | 2 – 0 | Modena | Stadio Franco Ossola |

#### Ouarti di finale
| Varese 22 febbraio 1995 Andata | Varese | 0 – 0 | Gualdo | Stadio Franco Ossola |

| Gualdo Tadino 22 marzo 1995 Ritorno | Gualdo | 1 – 3 | Varese | Stadio Comunale |

#### Semifinale
| Arbitro: | Urbano (Carbonia) |

|                                |           |           |
| Bugiardini 31’ Malaccari 45+1’ | Marcatori | 61’ Bolis |

| Arbitro: | D'Errico (Frattamaggiore) |

|               |           |  |
| Cavicchia 34’ | Marcatori |  |

#### Finale
| Forlì 26 maggio 1995 Andata | Forlì                      | 0 – 0 | Varese | Stadio Tullo Morgagni\| Arbitro: \| Cardella (Torre del Greco) \| |
| Arbitro:                    | Cardella (Torre del Greco) |       |        |                                                                   |

| Arbitro: | Rossi (Ciampino) |

|                                                     |           |  |
| Prati 41’ (aut.) Calderoni 54’ (aut.) Cavicchia 73’ | Marcatori |  |